# تازة كند جمال خان
تازة كند جمال‌ خان هي قرية في مقاطعة أرومية، إيران. عدد سكان هذه القرية هو 37 في سنة 2006.